# Bishops Moat
Bishops Moat är en lämning av en medeltida motteborg i Wales. Det ligger i kommunen Powys, 17 km öster om Newtown.